# Leon Zorman
Leon Zorman, slovenski psiholog, * 31. marec 1929, Ljubljana.

## Življenje in delo
Zorman se je po končani osnovni šoli na Jesenicah (1943) zaposlil v tamkajšnji železarni. Leta 1944 se priključil partizanom, bil ujet in zaprt v begunjskem zaporu in na prisilnem delu v Avstriji. Po 1945 je bil v KNOJu in pri milici. V letih 1949–54 je obiskoval in končal Tehniško srednjo šolo in učiteljišče v Ljubljani, nato študiral psihologijo in pedagogiko na ljubljanski Filozofski fakulteti ter 1960 diplomiral in prav tam 1965 tudi doktoriral. Na oddelku za psihologijo FF v Ljubljani je bil od 1960 asistent, od 1966 docent, od 1975 izredni in od 1985 redni profesor za pedagoško psihologijo. 1990-91 je bil dekan ljubljanske Filozofske fakultete.